# Aleksandr Charitonov
Aleksandr Evgen'evič Charitonov (in russo Александр Евгеньевич Харитонов?; Mosca, 30 marzo 1976) è un ex hockeista su ghiaccio russo.

## Palmarès

### Mondiali
- 2 medaglie:
  - 2 bronzi (Austria 2005; Russia 2007)